# Скалбе, Карлис
Карлис Скалбе (латыш. Kārlis Skalbe; 7 ноября 1879 — 14 апреля 1945) — латвийский писатель и общественный деятель.

## Биография
Карлис Скалбе родился 7 ноября 1879 года в Вецпиебалге Венденского уезда Лифляндской губернии Российской империи в семье сельского кузнеца. Отец умер, когда мальчику было 8 лет, и он формировался под влиянием матери, очень бедной и очень религиозной, входившей в местную общину гернгутеров. В летние месяцы мальчик работал пастухом, в раннем отрочестве увлёкся поэзией, прочитав книгу стихов местного школьного учителя Петериса Цериньша, и начал сочинять сам в возрасте 12 лет.
Окончил Вецпиебалгскую церковно-приходскую школу (1893). После сдачи учительского экзамена (1901) работал учителем в Эргльской школе (1901—1904). Во время Первой русской революции 1905 года редактировал оппозиционный журнал «Kāvi». После наступления реакции был вынужден эмигрировать, жил в Финляндии и Норвегии (1906—1909). Вернувшись в Латвию, был арестован за участие в революционной деятельности и в течение 18 месяцев содержался под стражей (1911—1913). В годы Первой мировой войны был газетным сотрудником ряда изданий. В 1918 году был членом Временного национального совета (позднее Народного совета Латвии), депутатом Латвийского учредительного собрания (1920—1922), депутатом Сейма Латвии (1922—1925, 1931—1934).
Был руководителем литературного отдела газеты «Jaunākās Ziņas» (1920—1940), редактором журналов «Piesaule» (1928—1935) и «Latvju Mēnešraksts» (1942—1944), председателем Латвийского союза журналистов и литераторов (1929—1931).
Один из подписантов Меморандума Центрального Совета Латвии от 17 марта 1944 года. В 1944 году эмигрировал в Швецию.
Был женат на латвийской переводчице Лизете Скалбе. Умер 14 апреля 1945 года в Стокгольме, в 1992 году прах писателя был перезахоронен на родине. В 1984 году был открыт мемориальный дом-музей Карлиса Скалбе.

## Награды
- Орден Трёх звёзд III степени
- Орден Великого князя Литовского Гядиминаса

## Произведения

### Поэзия
- Pie jūras (1898)
- Cietumnieka sapņi (1902)
- Kad ābeles zied (1904)
- Zemes dūmos (1906)
- Veļu laikā (1907)
- Emigranta dziesmas (1909)
- Sirds un saule (1911)
- Sapņi un teikas (1912)
- Daugavas viļņi (1918)
- Pēclaikā (1923)
- Vakara ugunis (1927)
- Zāles dvaša (1931)
- Klusuma melodijas (1941)

### Сказки
- Kā es braucu Ziemeļmeitas lūkoties (1904)
- Ezerieša meita (1907)
- Pazemīgās dvēseles (1911)
- Ziemas pasakas (1913)
- Pasaka par vecāko dēlu un citas pasakas (1924)
- Muļķa laime (1932)
- Garā pupa (1937)
- Pasaka par zelta ābeli
- Kaķīša dzirnavas
- Pelnrušķīte
- Klusais burvis
- Pasaka par vērdiņu

### Публицистика
- Mazās piezīmes (1920)

### Сборники
- Raksti, 1—2. R.: D.Zeltiņš (1906—1910)
- Kopoti raksti, 1—5. R. (1922—1923)
- Kopoti raksti, 1—10. R. (1938—1939)
- Raksti, 1—6. Stokholma (1952—1955)
- Pasakas. R.: LVI (1957)
- Dzeja. R.: LVI (1957)
- Saules vārdi (dzejas izlase). R.: Liesma (1969)
- Pasakas. R.: Liesma (1979)
- Dzīvības siltums (stāsti un tēlojumi). R.: Liesma (1980)
- Pasakas (izlase). R.: Atēna (1998)
- Pasakas (izlase). R.: Zvaigzne ABC (1998)
- Mūža raksti, 1—12. R.: Elpa (2001)